# متوفلوترین
متوفلوترین (به انگلیسی: Metofluthrin) یک ترکیب شیمیایی با شناسه پاب‌کم ۶۵۶۶۳۶ است. 